# Send Your Love
Send Your Love è una canzone di Sting, estratta come primo singolo dal suo settimo album solista, Sacred Love del 2003. La canzone è stata incisa con la collaborazione del noto chitarrista spagnolo Vicente Amigo, che esegue un arpeggio di chitarra flamenca all'inizio del brano. Nonostante l'intro di matrice spagnola, la canzone è caratterizzata da atmosfere decisamente mediorientali, in modo simile a Desert Rose, singolo di Sting del 2000. Nel brano suona anche il chitarrista storico di Sting, Dominic Miller.
Per i primi quattro versi della canzone, Sting ha adattato la prima quartina del poema  Auguries of Innocence di William Blake.
La canzone è stata remixata dal DJ Dave Audé. Questa versione presenta uno stile maggiormente indirizzato all'electronic dance e non prevede l'intro di chitarra flamenca di Vicente Amigo. Il remix di Dave Audé è stato incluso come traccia bonus in alcune edizioni dell'album ed è quello utilizzato per il video musicale del brano.

## Tracce
1. Send Your Love (versione singolo)  — 3:38
2. Moon Over Bourbon Street (Cornelius Mix) — 3:34
3. Send Your Love (remix di Dave Audé) — 3:16
4. Send Your Love – Video musicale (CD-ROM)

## Classifiche
| Classifica (2003)          | Posizione massima |
| -------------------------- | ----------------- |
| Australia                  | 44                |
| Austria                    | 43                |
| Belgio (Fiandre)           | 7                 |
| Belgio (Vallonia)          | 3                 |
| Germania                   | 24                |
| Italia                     | 8                 |
| Paesi Bassi                | 43                |
| Regno Unito                | 30                |
| Stati Uniti (adult top 40) | 29                |
| Svizzera                   | 37                |